# Conoidea
Conoidea je nadfamilija predatorskih morskih puževa, morskih gastropodnih mekušaca unutar podreda Hypsogastropoda. Ova nadfamilija je veoma velika grupa morskih mekušaca, koja se procenjuje na oko 340 nedavno validnih rodova i podrodova, a za koju se smatra da sadrži 4.000 imenovanih živih vrsta.
Ova nadfamilija obuhvata turide, terebre (poznate i kao stvrdlasti puževi ili školjke) i Conidae ili kupasti puževi. Filogenetski odnosi unutar ove nadfamilije su slabo uspostavljeni. Smatra se da je nekoliko porodica (posebno Turridae), potfamilija i rodova polifiletsko.
Za razliku od Puilandrove procene, Bandiopadijaj et al. (2008) procenjuje da superfamilija Conoidea sadrži oko 10.000 vrsta. Taker (2004) čak govori o 11.350 vrsta u grupi taksona koji se obično nazivaju turidi. Oko 3000 novijih taksona su potencijalno validne vrste. Malo više od polovine poznatih taksona su fosilne vrste. Mnoge vrste su malo poznate i potrebno je više istraživanja da bi se pronašlo njihovo tačno sistematsko mesto.

## Literatura
- Bouchet, P.; Kantor, Yu.I.; Sysoev, A.; Puillandre, N. (2011). „A new operational classification of the Conoidea”. Journal of Molluscan Studies. 77: 273—308. doi:10.1093/mollus/eyr017 .
- Kantor, Y. I.; Strong, E. E.; Puillandre, N. (2012). „[August], A new lineage of Conoidea (Gastropoda: Neogastropoda) revealed by morphological and molecular data”. Journal of Molluscan Studies. 78: 246—25. doi:10.1093/mollus/eys007 .
- Puillandre, N.; Kantor, Yu.I.; Couloux, A.; Meyer, C.; Rawlings, T.; Todd, J.A.; Bouchet, P. (2011). „The dragon tamed? A molecular phylogeny of the Conoidea (Gastropoda)”. Journal of Molluscan Studies. 77 (3): 259—272. doi:10.1093/mollus/eyr015 .
- Tucker, John K. (12. 10. 2004). „Catalog of Recent and fossil turrids (Mollusca: Gastropoda)”. Zootaxa. 682: 1—1295. doi:10.11646/zootaxa.682.1.1.
- Kantor, Y. I.; Taylor, J. D. (2000). „Formation of marginal radular teeth in Conoidea (Neogastropoda) and the evolution of the hypodermic envenomation mechanism”. Journal of Zoology. 252 (2): 251. doi:10.1111/j.1469-7998.2000.tb00620.x.
- Kantor, Yuri I.; Harasewych, Myroslaw G.; Puillandre, Nicolas (2016). „A critical review of Antarctic Conoidea (Neogastropoda)” (PDF). Molluscan Research. 36 (3): 153—206. S2CID 89179894. doi:10.1080/13235818.2015.1128523.
- Safavi-Hemami, Helena; Brogan, Shane E.; Olivera, Baldomero M. (2019). „Pain therapeutics from cone snail venoms: From Ziconotide to novel non-opioid pathways”. Journal of Proteomics. 190: 12—20. PMC 6214764 . PMID 29777871. doi:10.1016/j.jprot.2018.05.009.

## Spoljašnje veze
- Kantor, Yuri I.; Strong, Ellen E.; Puillandre, Nicolas (2012). „A new lineage of Conoidea (Gastropoda: Neogastropoda) revealed by morphological and molecular data”. Journal of Molluscan Studies. 78 (3): 246—255. doi:10.1093/mollus/eys007 .